# Wamego
Wamego [wɔːˈmiːɡoʊ] är en ort i Pottawatomie County i Kansas. Vid 2010 års folkräkning hade Wamego 4 372 invånare.

## Kända personer från Wamego
- Walter Chrysler, bilindustripionjär